# Крижанівська Тетяна Іванівна
Тетя́на Іва́нівна Крижані́вська (нар. 22 квітня 1961,  Любча, Київщина) — українська поетеса, прозаїк. Член Національної спілки письменників України.

## Біографія
Народилась у сім'ї Івана та Марії Крижанівських. Живе і працює в Києві. Чоловік (1961–1999) —, український письменник Козаченко Іван Іванович. Син — Ігор Іванович Козаченко, сучасний український письменник.

## Освіта
Закінчила Інститут філології Київського національного університету імені Тараса Шевченка, фах — філолог-україніст.

## Відзнаки
- Премія Фундації Антоновичів за найкращу публікацію року (1992)[джерело?]
- Літературна премія імені Павла Тичини за книгу «Золоті поля: сто віршів» (2013)[1]

## Книги
- «Біла блискавка» (вірші) (1987).
- «Смоковний сад» (поезія, проза, передмова В. Герасим'юка, 1998).
- «Квіти твого божевілля» (вибране) (2000).
- «Золоті поля: сто віршів» (2012).

Поезія Т. Крижанівської ввійшла до багатьох антологій, на тексти деяких віршів написані пісні.
За мотивами прозової композиції «Смоковний сад» поставлена радіоп'єса (інсценізація — Н. Стрижевська, актори — Г. Стефанова, В. Кручина, музика — Й.-С. Бах, 2012).
Тетяна Крижанівська мала кілька художніх виставок (1990-ті роки). Деякі її картини є у приватних колекціях Києва і Нью-Йорка.